# Lengenwang
Lengenwang település Németországban, azon belül Bajorországban. Lakosainak száma 1531 fő (2023. december 31.). Lengenwang Marktoberdorf és Wald községekkel határos.

## Népesség
A település népessége az elmúlt években az alábbi módon változott:
| Lakosok száma | 686  | 1486 | 1165 | 1226 | 1383 | 1422 | 1447 | 1445 | 1512 | 1531 |
|               | 1875 | 1950 | 1975 | 1987 | 2012 | 2014 | 2016 | 2017 | 2021 | 2023 |